# 한스 회르비거
한스 회르비거(Hanns Hörbiger, 1860년 11월 29일 ~ 1931년 10월 11일)는 티롤 지방을 근간으로 한 빈 출신의 오스트리아 공학자이다. 오늘날 의사과학적인 이론인 세계 빙하 이론(Welteislehre)을 제창한 사람으로도 기억된다.
1860년 티롤 지방의 부유한 가문에서 태어났다. 비엔나의 대학에서 엔지니어링을 공부하고, 랜드 컴처니에서 압축기 전문가로 일했다. 또한 부다페스트 지하철 공사에 참가했고, 1894년에 펌프와 압축기의 필수적인 새로운 유형의 밸브 시스템을 발명하여 독일은 물론 외국 회사들에게까지 특허를 팔아 부를 축적했다. 그러나 20세기 초반 하이퍼인플레이션이 일어나고, 이후에 제2차 세계대전이 발생하며 상당한 재산을 잃었다.